# Magic Circle Music
Magic Circle Music (с англ. — «Музыка Магического Круга») — американская звукозаписывающая компания. Основана в 2002 году Джоуи Де Майо, лидером хеви-метал группы Manowar. Лейбл специализируется на метал-музыке, нередко продвигая молодые, малоизвестные группы.
Наиболее известными группами, сотрудничающими с Magic Circle Music, являются Manowar, а также Rhapsody (до 2009 года), выпустившие на лейбле свои последние альбомы. Компанией также был организован тур этих групп с ещё одной группой лейбла, Holy Hell.
В 2009 году Rhapsody of Fire покинули лейбл и перешли к Nuclear Blast.

## Фестиваль
Начиная с 2007 года лейбл проводит музыкальный фестиваль Magic Circle Festival, на котором выступают как клиенты лейбла, так и приглашённые музыканты.

## Артисты, записывавшиеся на лейбле
- Bludgeon
- David Shankle Group
- Feinstein
- Guardians of the Flame
- HolyHell
- Burning Starr
- Luca Turilli
- Luca Turilli's Dreamquest
- Metal Force (в прошлом «Majesty»)
- Manowar
- Rhapsody of Fire[1]